# Olt (rivier)
De Olt is een zijrivier van de Donau in Roemenië met een lengte van 615 km. De Olt is de enige rivier die door de Karpaten breekt (de Donau breekt tussen de Karpaten en de westelijke Balkan door). Dat gebeurt bij de Rode Torenkloof (Turnu Roșu).
De Olt ontspringt in de Oostelijke Karpaten, ten noordoosten van Gheorgheni in het district Harghita. De rivier loopt in zuidelijke richting tot even boven Brașov, waar de Zuidelijke Karpaten haar naar het noorden doen ombuigen. Na enige tijd vervolgt ze haar loop naar het westen om voor Sibiu Transsylvanië te verlaten en alsnog door de Zuidelijke Karpaten te breken. Op dit traject scheidt ze het Parânggebergte in het westen van het Făgărașgebergte in het oosten met zijwanden die in één keer oprijzen tot meer dan 2000 m.
De Olt loopt vervolgens in zuidelijke richting door het vlakke Walachije naar de Donau. Dit traject vormt de grens tussen de historische provincies Oltenië en Muntenië.
De voornaamste plaatsen aan de Olt zijn Miercurea Ciuc aan de bovenloop en Slatina aan de benedenloop.
Voor de scheepvaart heeft de Olt geen betekenis.
De Olt heeft ook vele zijrivieren, de voornaamste zijn de:
- Beta,
- Cozmeni
- Fitod
- Frumoasa,
- Pustnic,
- Racu,
- Segheș.

- Gemeinsame Normdatei: 4086586-1
- Library of Congress Control Number: n81103407
- Nationale Bibliotheek van Tsjechië: ge385107
- Nationale Bibliotheek van Israël: 987007555180305171
- Virtual International Authority File: 234603872